# Petra Amorós Domaica
Petra Amorós Domaica (Sevilla, circa 1895-Madrid, circa 1952) fue una ilustradora y estudiosa de la técnica y de la historia del  bordado española.

## Trayectoria
Hija de Antonio Amorós Díaz, interventor de la Real Fábrica de Tabacos de Sevilla, y de Petra Domaica. La pareja tuvo siete hijos.
Al morir el padre en 1918, la familia dejó la capital andaluza para instalarse en Madrid. Los primeros dibujos de modelos realizados por Amorós Domaica se publicaron a finales de 1926 en la revista Blanco y Negro dentro de la sección titulada: “La mujer y la casa”. Sus aportaciones fueron diversas: en unos casos modelos sencillos para bordar ropa de niños, motivos étnicos o lencería; en otros descripciones literarias sobre tipos de bordado histórico o étnico con fotografías y dibujos de muestras. Publicó en otras revistas, como La revista de oro, descripciones de antiguos bordados con comentarios críticos sobre su realización y valor artístico.
En Blanco y Negro sus dibujos están dibujados con claridad y están acompañados de una explicación detallada para realizarlos. Para El hogar y la moda colaboró con dibujos para realizar cojines o cenefas. En 1933 colaboró en Labores del hogar en el número de agosto de 1935 diseñando la portada, contraportada y dos láminas interiores. En noviembre de ese año realizó otra contraportada.
En enero de 1939 figuraba como mecanógrafa en la Sección de Compras de la Inspección General de abastecimientos en Madrid. Al acabar la Guerra Civil marchó a Francia de donde regresó en 1941.

## Exposiciones
2019 Dibujantas, pioneras de la Ilustración en el Museo ABC.